# Мамедов, Фикрет Фаррух оглы
Фикрет Фаррух оглы Мамедов (азерб. Fikrət Fərrux oğlu Məmmədov; род. 1 июля 1955, Баку) — азербайджанский государственный деятель. Министр юстиции Азербайджана (2000—2024). Судья Конституционного суда Азербайджана (с 2024). Заслуженный юрист Азербайджана (2008). Заслуженный деятель науки Республики Дагестан (2011).

## Биография
Родился 1 июля 1955 года в Баку. В 1977 году окончил юридический факультет МГУ. В 1988 году окончил Бакинскую высшую партийную школу.
Трудовую деятельность начал в 1977 году помощником районного прокурора. Затем занимал должности прокурора следственного отдела Прокуратуры города Баку, старшего прокурора и начальника Организационно-контрольного отдела Генеральной прокуратуры Азербайджанской ССР.
В 1984 году переведён на должность инструктора по работе с правоохранительными органами Отдела административных органов ЦК КП Азербайджана, где проработал 4 года.
Являлся начальником Управления правового обеспечения Генеральной прокуратуры Азербайджана, прокурором города Сумгаит.
В 1994—2000 годах являлся заместителем Генерального прокурора Азербайджана.
Министр юстиции Азербайджана (19 апреля 2000 — 14 февраля 2024). Полномочия министра прекращены в связи с отставкой правительства Азербайджана после президентских выборов 2024 года.
С 2005 года является председателем Судебно-правового совета Азербайджана.
Судья Конституционного суда Азербайджана (с 23 февраля 2024).
19 апреля 2000 года присвоено звание государственного советника юстиции 2-го класса.
Имеет высшее специальное звание государственного советника юстиции 1-го класса.
Внёс вклад в усовершенствование судебной системы страны, приведя ее в соответствие с международными стандартами.
Является сенатором и почётным членом Международной ассоциации прокуроров, вице-президентом Международной ассоциации антикоррупционных органов и Конгресса ООН по предупреждению преступности и уголовному правосудию.
В соответствии с распоряжением Президента от 21 ноября 2008 года за эффективную работу по проведению судебно-правовых реформ и существенный вклад в работу Судебно-правового совета получил почетное звание «Заслуженный юрист Азербайджанской Республики». Является Почетным работником прокуратуры.

## Награды
- Орден «Честь» (30 июня 2025 года) — за многолетнюю плодотворную деятельность в органах юстиции и суда Азербайджанской Республики[12]
- Орден «Слава» (30 июня 2005 года) — за заслуги в развитии судебных органов Азербайджанской Республики[13]
- Орден «За службу Отечеству» 1-й степени (20 ноября 2018 года) — по случаю 100-летия создания азербайджанской юстиции и за образцовое выполнение обязанностей судьи, отличие при прохождении службы в органах юстиции, активное участие в развитии сфер науки, здравоохранения в системе юстиции и осуществлении политики в сфере исполнения наказаний[14]
- Заслуженный юрист Азербайджана (21 ноября 2008 года) — за длительную работу в органах суда и юстиции, плодотворную деятельность по осуществлению судебно-правовых реформ, правосудия и значительный вклад в работу Судебно-правового совета[15]
- Почётный диплом Президента Азербайджана (30 июня 2015 года) — за заслуги в развитии органов юстиции Азербайджанской Республики[16]
- Заслуженный деятель науки Республики Дагестан (29 сентября 2011 года, Республика Дагестан, Россия) — за большой вклад в развитие научного сотрудничества между Республикой Дагестан и Азербайджанской Республикой[17]
- Иные медали, а также медали и награды международных организаций и иностранных государств